# Vízgazdálkodási és vízi környezetgazdálkodási keretirányelv
Az Európai Unió vízgazdálkodási és vízi környezetgazdálkodási keretirányelve (VKI; teljes címe: Az Európai Parlament és a Tanács 2000/60/EK [2000. október 23.] irányelve a vízpolitika terén a közösségi fellépés kereteinek meghatározásáról) határozza meg az Unió közösségi vízügyi politikájának közelebbi és távolabbi jövőjét.
Az Európai Közösség a hetvenes évek közepétől a vizeket védő jogszabályok sorozatát léptette hatályba, ennek ellenére a vizek állapota nem javult a várt mértékben, sőt néhány esetben tovább romlott. Ezért a kilencvenes évek elején elkezdték keresni, hogyan lehetne jó állapotba hozni az európai vizeket. A kilencvenes évek közepére megszületett az Európai Unió új vízpolitikája, amelynek végrehajtásához kidolgozták, majd 2000. december 22-én hatályba léptették a vízügyi keretirányelvet.

## A VKI bemutatása
A vízügyi keretirányelv szerint az Európai Unió tagállamaiban 2015-ig jó állapotba kell hozni minden olyan felszíni és felszín alatti vizet, amelyek esetén ez lehetséges, valamint fenntarthatóvá kell tenni a jó állapotot.
Az előírások szerinti fő környezeti célkitűzés:
- a felszíni és a felszín alatti vizek jó állapotának elérése legkésőbb 2015-ig és
- a vizek állapota romlásának megelőzése.

A keretirányelv hatálya kiterjed minden olyan emberi tevékenységre , amely jelentős mértékben kedvezőtlenül befolyásolhatja a vizek állapotát és így akadályozhatja a vizek jó állapotának elérését, illetve megőrzését.
A keretirányelv egyes esetekben lehetőséget ad kevésbé szigorú környezeti célkitűzések megfogalmazására és későbbi határidők kijelölésére. Kevésbé szigorú környezeti célkitűzések is megállapíthatók akkor, abban az esetben ha
- egy víztestet olyan mértékben befolyásol az emberi tevékenység, vagy
- annak természetes viszonyai olyanok, hogy jó állapotát lehetetlen vagy csak észszerűtlenül költséges módon lehet elérni.

A kevésbé szigorú környezeti célkitűzéseket alaposan indokolni kell és minden gyakorlati lépést meg kell tenni a vizek állapota további romlásának megelőzésére.

## Célkitűzések
Az irányelv megteremti a jogi kereteket a szárazföldi felszíni vizek, az átmeneti vizek, a parti vizek és a felszín alatti vizek védelmének megvalósításához.
- A vízi ökoszisztémák, és - tekintettel azok vízszükségletére - a vízi ökoszisztémáktól közvetlenül függő szárazföldi ökoszisztémák és vizes élőhelyek állapotának javítása és védelme.
- A vízkészletek fenntartható használatának elősegítése.
- A különösen veszélyes anyagok vizekbe való bevezetésének fokozatos csökkentése és megszüntetése.
- A felszín alatti vizek szennyezésének csökkentése.
- Az áradások és aszályok hatásainak mérséklése.

A felszíni vizekkel kapcsolatos legfontosabb előírások:
- El kell érni a víztestek jó ökológiai állapotát 15 év alatt.
- El kell érni az erősen módosított és mesterséges víztestek jó potenciálját és jó kémiai állapotát 15 év alatt.
- Meg kell akadályozni a felszíni vizek állapotának romlását.

A legfontosabb előírások a felszín alatti vizekre:
- El kell érni a jó mennyiségi és minőségi állapotot 15 év alatt.
- Vissza kell fordítani a jelentős terhelési trendeket.
- Meg kell akadályozni, illetve korlátozni kell a káros anyagok vizekbe történő bejutását.
- Meg kell akadályozni a felszín alatti vizek állapotának romlását.

A mesterséges és erősen módosított víztestek külön kategóriát képeznek, kijelölésük minden esetben csak az adott állapot javítási lehetőségeinek alapos vizsgálatát követően történhet meg. Ezeknél a víztesteknél, illetve víztest-részeknél, amelyek esetében a jó ökológiai állapot egyáltalán nem, illetve elviselhető mértékű ráfordításokkal nem állítható helyre, valamint a helyreállítás bizonyos vízhasználatokat (mint a vízerőművek, hajózás, árvízvédelem) döntően akadályozhat, nem a jó ökológiai állapot, hanem a jó ökológiai potenciál elérése a cél.

## Fontosabb feladatok
- 2006 - Monitoring, a tervezés ütemtervének és munkaprogramjának nyilvánossá tétele
- 2007 - Vízgyűjtőre feltárt jelentős vízgazdálkodási problémák közbenső felülvizsgálata
- 2008 - Társadalom számára elérhető és véleményezhető vízgyűjtő gazdálkodási terv kézirata
- 2009 - Vízgyűjtő Gazdálkodási Terv
- 2015 - Első felülvizsgálat

## Hazai tipológia
A VKI bevezetésének alapja a felszíni vizek esetében a tipológia megalkotása.
A tipológia, más néven típustan a víztestek állapotának osztályozásához szükséges kritériumrendszer kidolgozásának segítése.
Céljai között szerepel:
- Víztest kijelölés
- Referencia állapot
- Minősítés
- Biológiai monitorozás

## Vízgyűjtő-gazdálkodási terv
A VKI szerint a vízgyűjtőkerület képezi a tervezés alapját.
Magyarország teljes területe a Duna-medencébe esik, így ellentétben a legtöbb országgal csak egy vízgyűjtőkerület vízgyűjtő-gazdálkodási tervében érdekelt.
Ennek kialakításában szoros együttműködés szükséges a többi érintett országgal.
A Duna vízgyűjtő-gazdálkodási terve két részben készül:
- A rész – A vízgyűjtőkerület egészére vonatkozó átfogó jellegű információkat tartalmaz
- B rész – Magyarország részletes terve